# Слобожанське (Дніпровський район)
Слобожанське (до 2016 року— Ювілейне)— Селище в Україні, центр Слобожанської селищної громади Дніпровського району Дніпропетровської області. Населення становило 14 661 осіб (2022). У Слобожанському розташовані органи влади Дніпровського району.

## Географія
Селище примикає до північної околиці міста Дніпра між автошляхами М30E50 та О040410. З північно-східного боку до селища примикає парк «Дружби народів», який нині є лісопарковою зоною. На північ від селища зведено мікрорайон «Золоті Ключі».

## Історія
Перші поселення на території сучасного Слобожанського виникли ще у другому тисячолітті нашої ери. На світанку історії — це було місце перебування багатьох кочових народів і племен. Тут залишили свої сліди скіфи, сармати та анти, а з утворенням Київської Русі, у ІХ—ХІІ століттях, пролягли степами шляхи на південь. Згодом валки возів Чумацьким Шляхом пішли від Полтави через Царичанку, Чумаки. Вони торували колію, де нині знаходяться вулиці Василя Сухомлинського, Киснева та Старочумацька — на переправу через річку Самару і далі. 
У 1778 році утворилася слобідка Підгороднє, яка вже за наших часів виросла у місто. Походження назви слобідки пов’язане з тим, що слобода була розташована поблизу губернського міста Катеринослава (під городом). Сучасне селище Слобожанське було частиною Підгороднього до 1987 року. Вже в червні 1987 року селище було утворене, виділенням з міста Підгородне. За переписом 1989 року у селищі міського типу мешкало приблизно 10 100 осіб і 540 осіб у другому відділенні радгоспу «Нижньодніпровський». У 2011 році Дніпропетровська міська рада ініціювала приєднання селища до Дніпропетровська. Після чого жителі селища вийшли на мітинг проти приєднання до обласного центру. 
У 2015 році колектив Ювілейної селищної ради надіслав всім територіально прилеглим сільським радам пропозицію про об’єднання в рамках реформи місцевого самоврядування. Відгукнулась лише одна — Степнянська сільська рада, через що утворилася Ювілейна об'єднана територіальна громада, яку надалі перейменували у Слобожанську селищну територіальну громаду.
12 травня 2016 року Постановою Верховної Ради України №1353-VIII Ювілейне перейменоване в селище Слобожанське, в рамках декомунізації в Україні, адже було назване на честь 70-річчя Жовтневого перевороту.
26 січня 2024 року у зв'язку з набранням чинності закону України 3285-IX від 28 липня 2023 року "Про порядок вирішення окремих питань адміністративно-територіального устрою України" селище міського типу Слобожанське змінило статус населеного пункту на - селище.

## Населення

### Мова
Розподіл населення за рідною мовою за даними перепису 2001 року:
| Мова            | Кількість | Відсоток |
| --------------- | --------- | -------- |
| українська      | 7141      | 61.94%   |
| російська       | 4074      | 35.34%   |
| білоруська      | 11        | 0.10%    |
| вірменська      | 8         | 0.07%    |
| румунська       | 3         | 0.03%    |
| гагаузька       | 2         | 0.02%    |
| болгарська      | 1         | 0.01%    |
| інші/не вказали | 288       | 2.49%    |
| Усього          | 11528     | 100%     |

## Економіка
- Дніпропетровський тепличний комбінат
- ТОВ «Ювілейний м'ясокомбінат»
- ПП «Дивоцвіт»
- ДП «Дніпропетровський НДПІ землеустрою»
- ДП «Південний ринок»
- Дніпропетровський племінний завод ВАТ «Бджолоагросервіс»
- ТОВ «Агросільпром»
- ТОВ «Біотерра»
- ТОВ «ККД»
- ТОВ «Снек продакшн»
- ТОВ «АТБ-Маркет»
- Крафтові сирні цукерки Олега Соловйова
- Торговельні центри— «Метро», «Епіцентр», «Караван»
- аеропорт «Підгороднє» (не діючий).

## Об'єкти соціальної сфери
- Слобожанський ліцей
- Слобожанська початкова школа
- Дитячі дошкільні навчальні заклади: "Берізка", "Червона Шапочка", "Дивосвіт"[9]
- Дитячий будинок
- Амбулаторія сімейної медицини
- «Слобожанський центр культурних послуг»
- Комунальний заклад «Центр соціальної підтримки дітей та сімей «Добре вдома» Дніпропетровської обласної ради
- Спортивний комплекс «Слобожанський».

## Транспорт
Від центру Дніпра курсує автобусний маршрут № 115 (Успенська площа — вул. Василя Сухомлинського), маршрут № 149 (Старомостова площа — вул. Василя Сухомлинського) та № 59 (Старомостова площа — вул. Слобожанська).
Від Самарського острову через центр селища курсує автобусний маршрут № 42 (Самарський острів — житловий масив «Лівобережний-3»).
Селищем пролягає маршрут № 1 (вул. Слобожанська — М'ясокомбінат "Ювілейний").
З електротранспорту до околиці селища міського типу курсують  тролейбусні маршрути: № 3 (вул. Холодильна —  Старомостова площа), № 7 (вул. Холодильна — вул. Європейська).

## Спорт

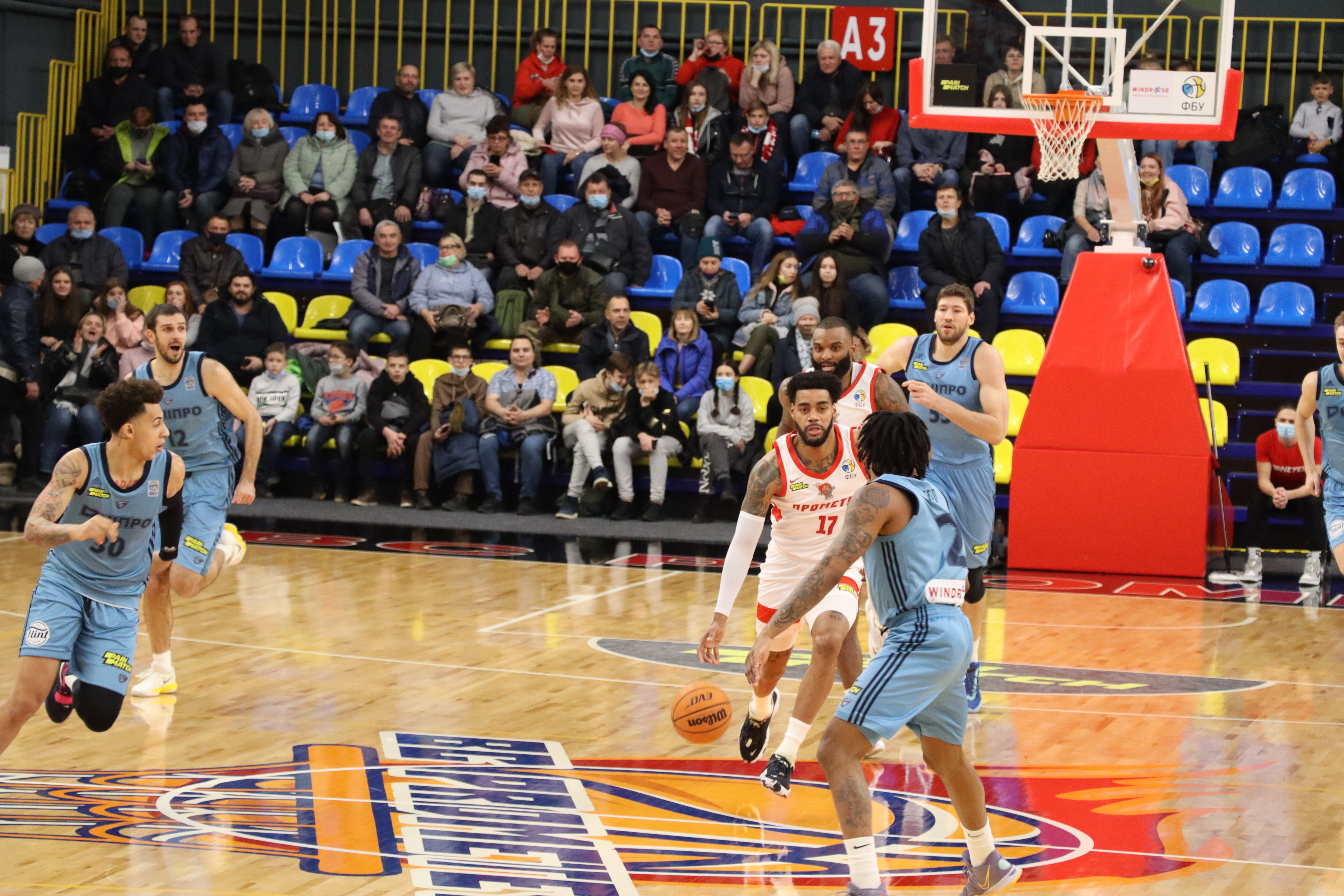
Гра баскетбольної Суперліги: БК «Прометей» — БК «Дніпро». На базі спортивного комплексу «Слобожанський»

На території селища базувався жіночий волейбольний клуб «Прометей», чемпіон України сезону 2020/2021. У Слобожанському виступав чемпіон Української баскетбольної Суперліги сезону 2020/2021 чоловічий баскетбольний клуб «Прометей». Клуби припинили своє існування у 2024 році.

## Релігія
У селищі знаходяться наступні сакральні споруди релігійних громад :
- Храм Святителя Іоанна Золотоуста (житловий масив "Золоті ключі");
- Храм ікони Божої Матері "Призри на смирення" (вул. Шкільна, 14);
- Храм преподобних Антонія і Феодосія Києво-Печерських (вул. Героїв України, 40);
- Храм Святої Великомучениці Варвари (вул. Героїв України, 32).

У останньому з храмів Слобожанського у лютому 2024 року розпочала роботу недільна школа для дітей.

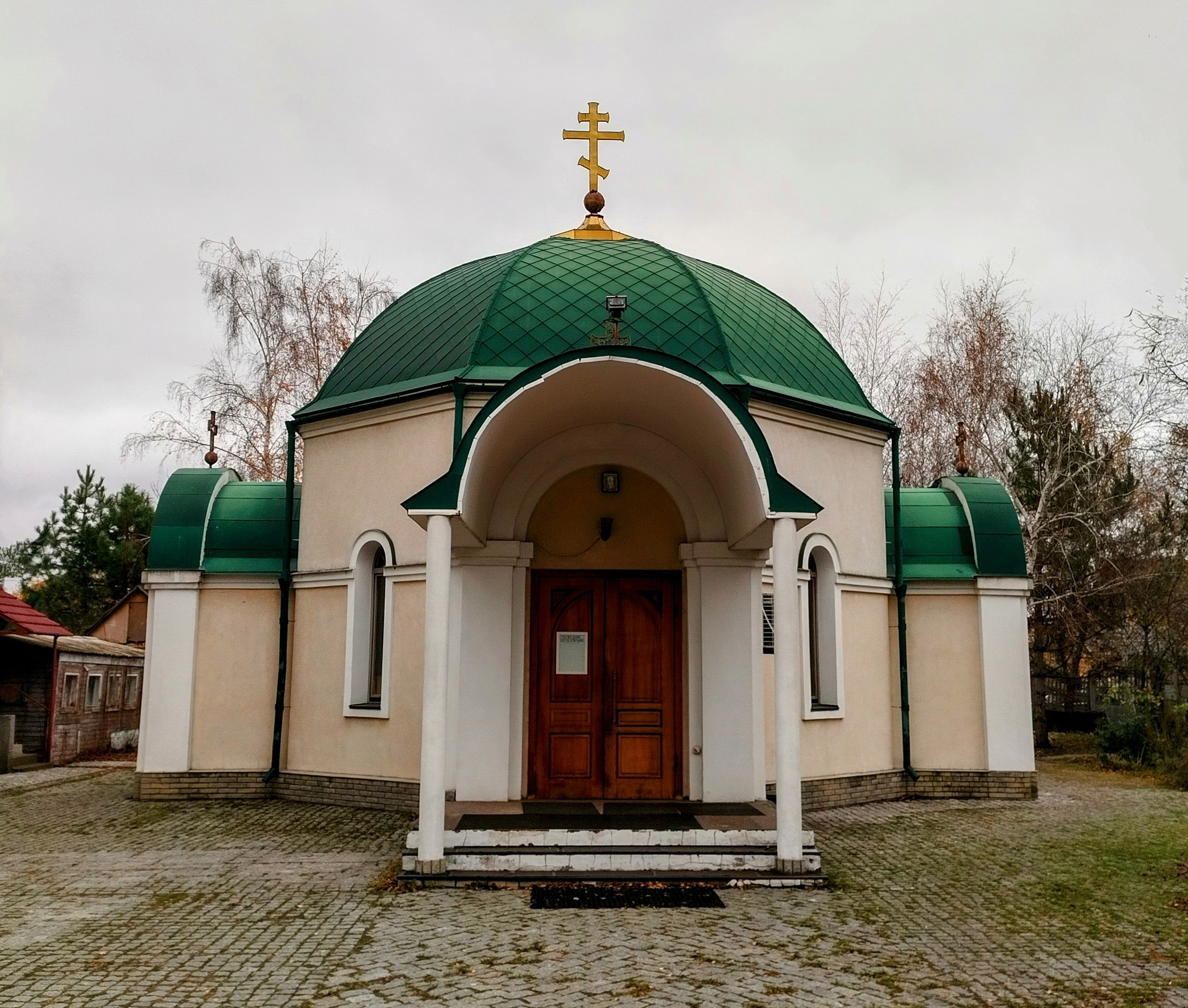
Храм ікони Божої Матері "Призри на смирення"
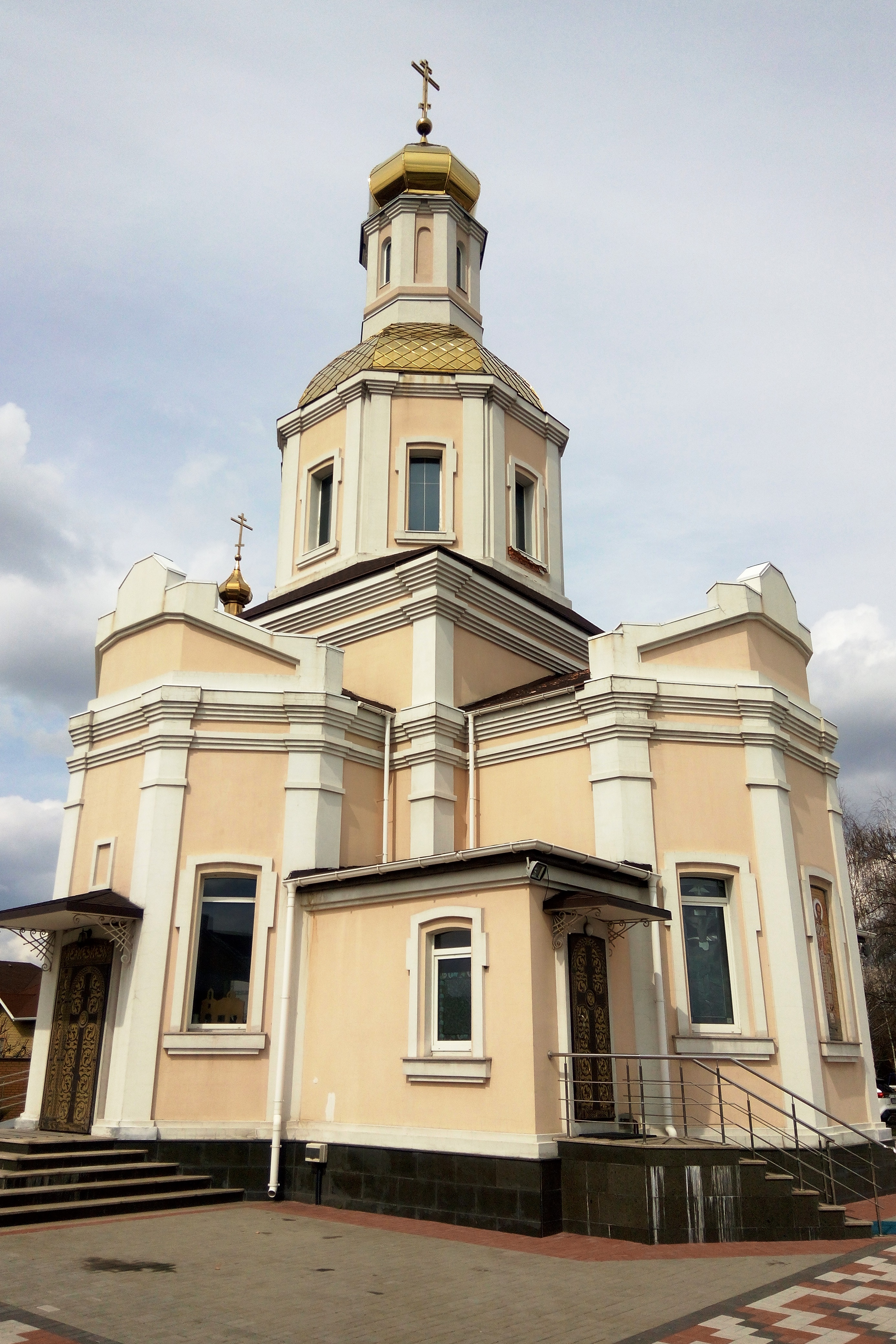
Храм Святителя Іоанна Золотоуста
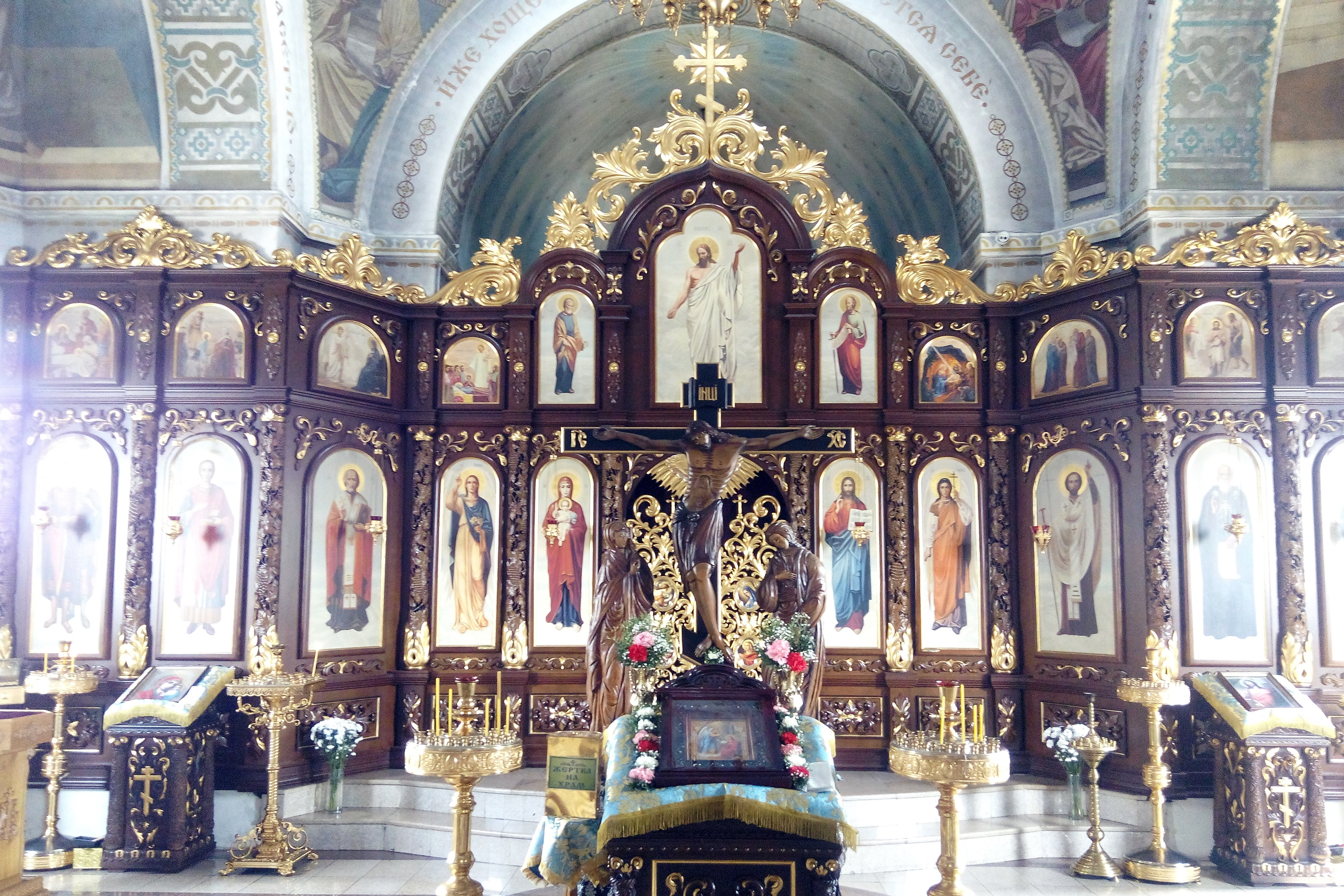
Іконостас у храмі

## Галерея

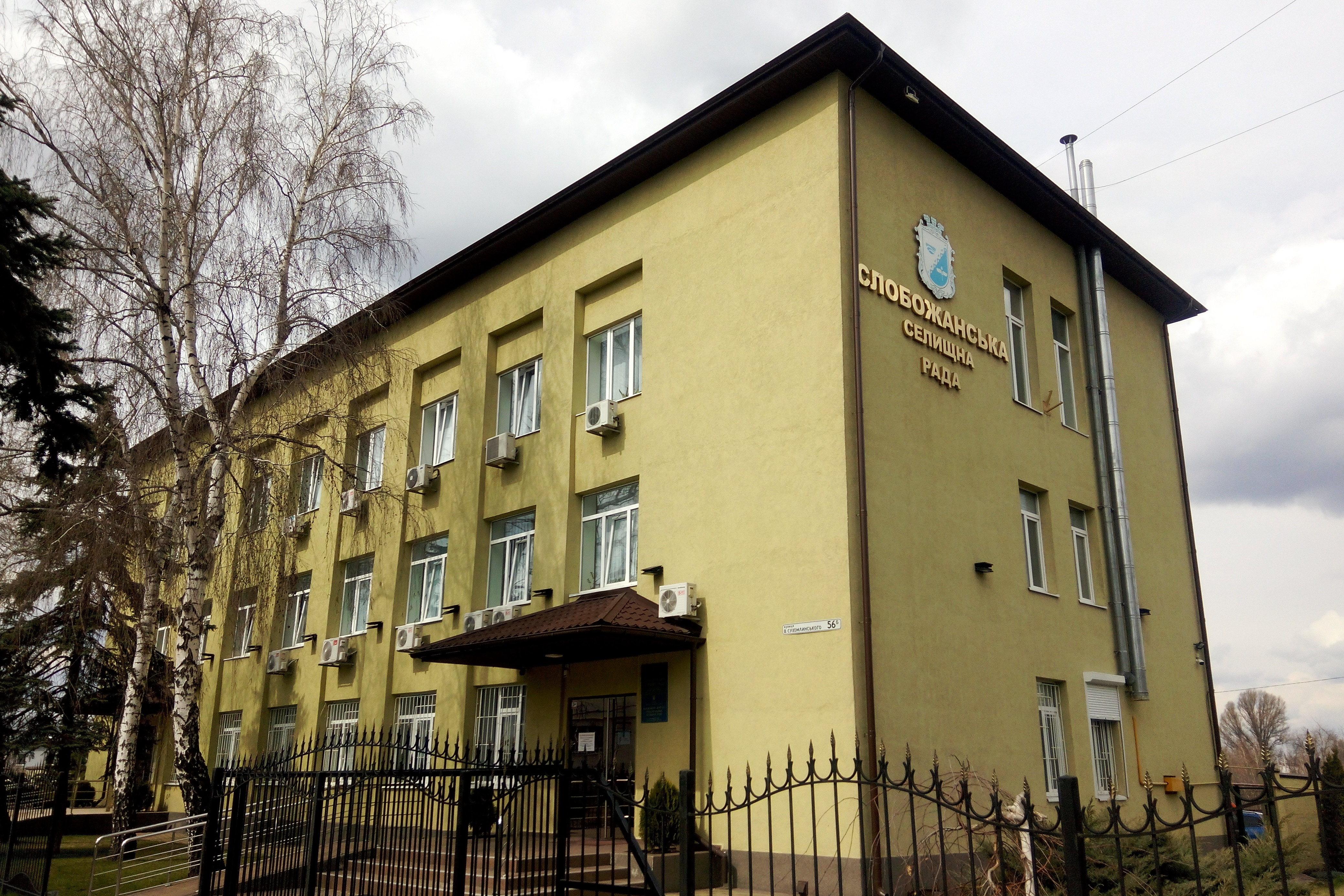
Слобожанська селищна рада
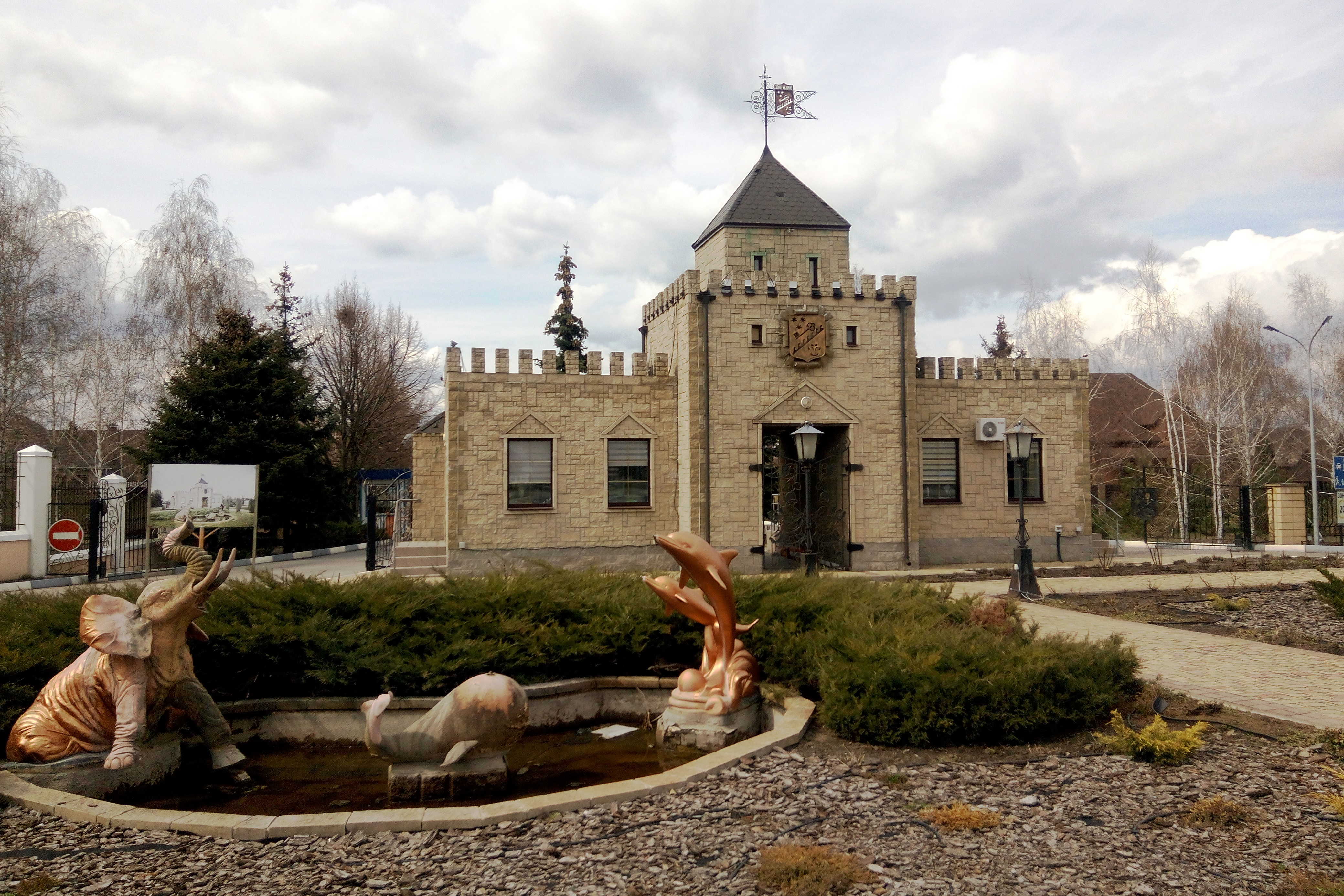
Центральний вхід у котеджне містечко «Золоті ключі»
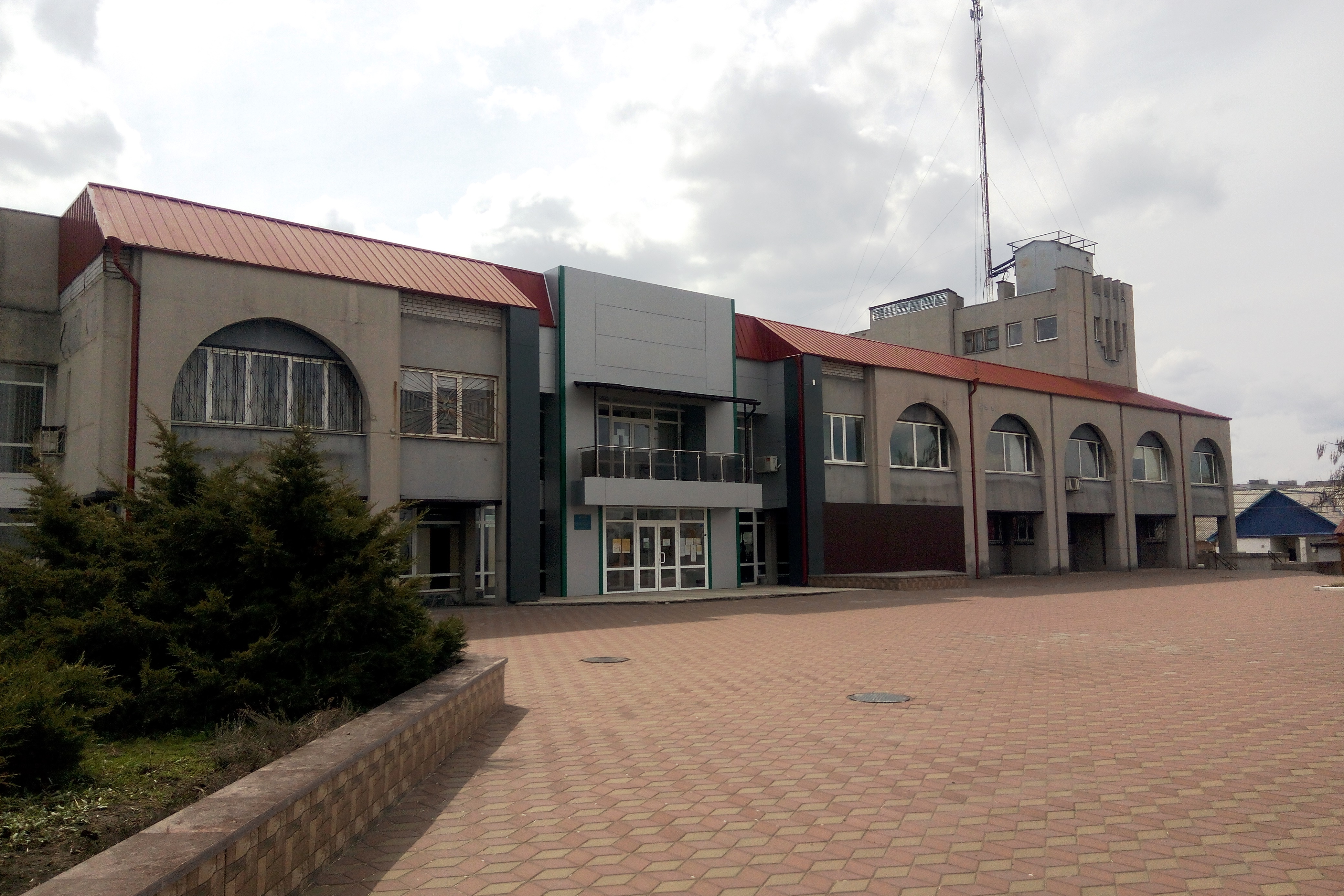
«Слобожанський центр культурних послуг»
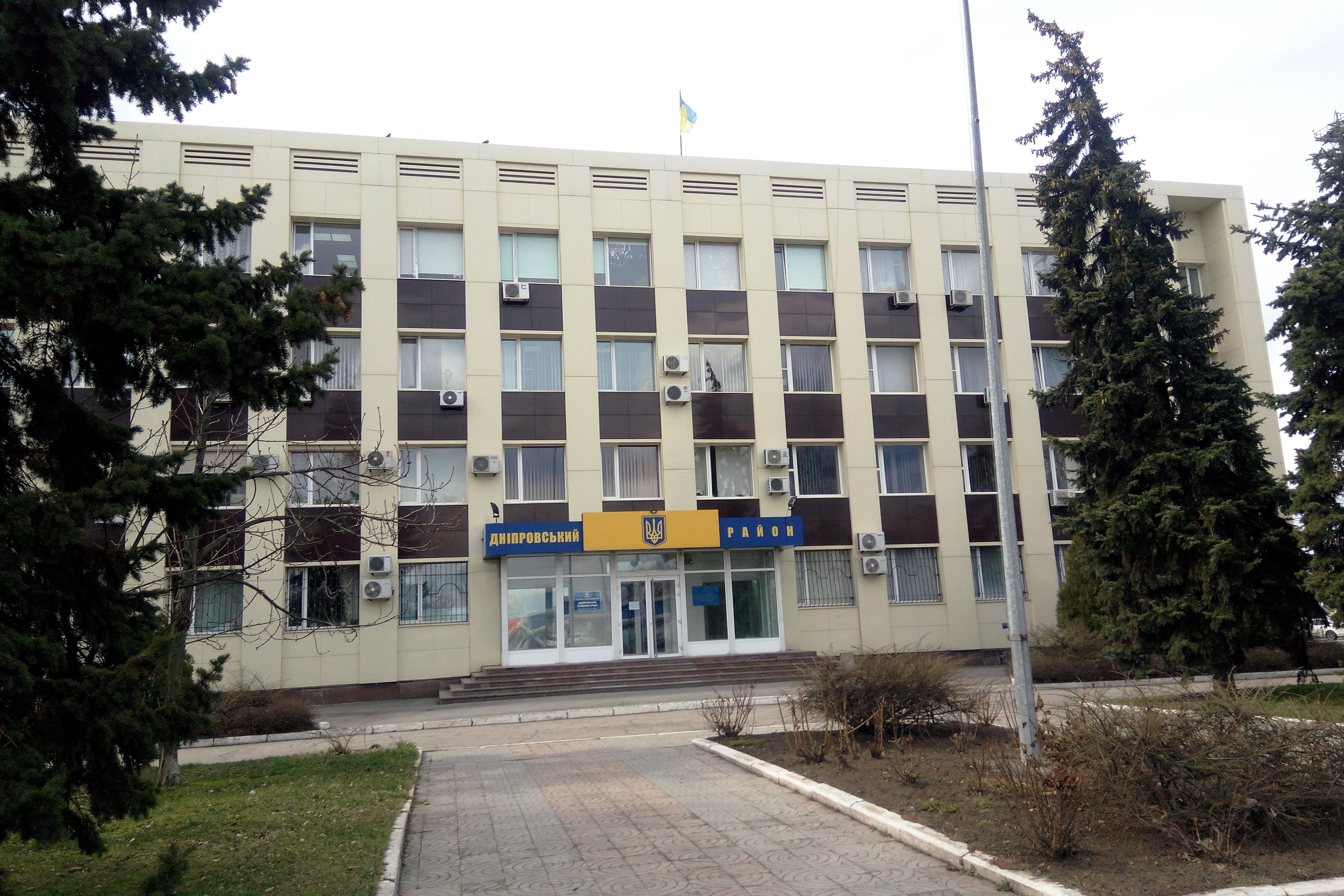
Дніпровська районна державна адміністрація
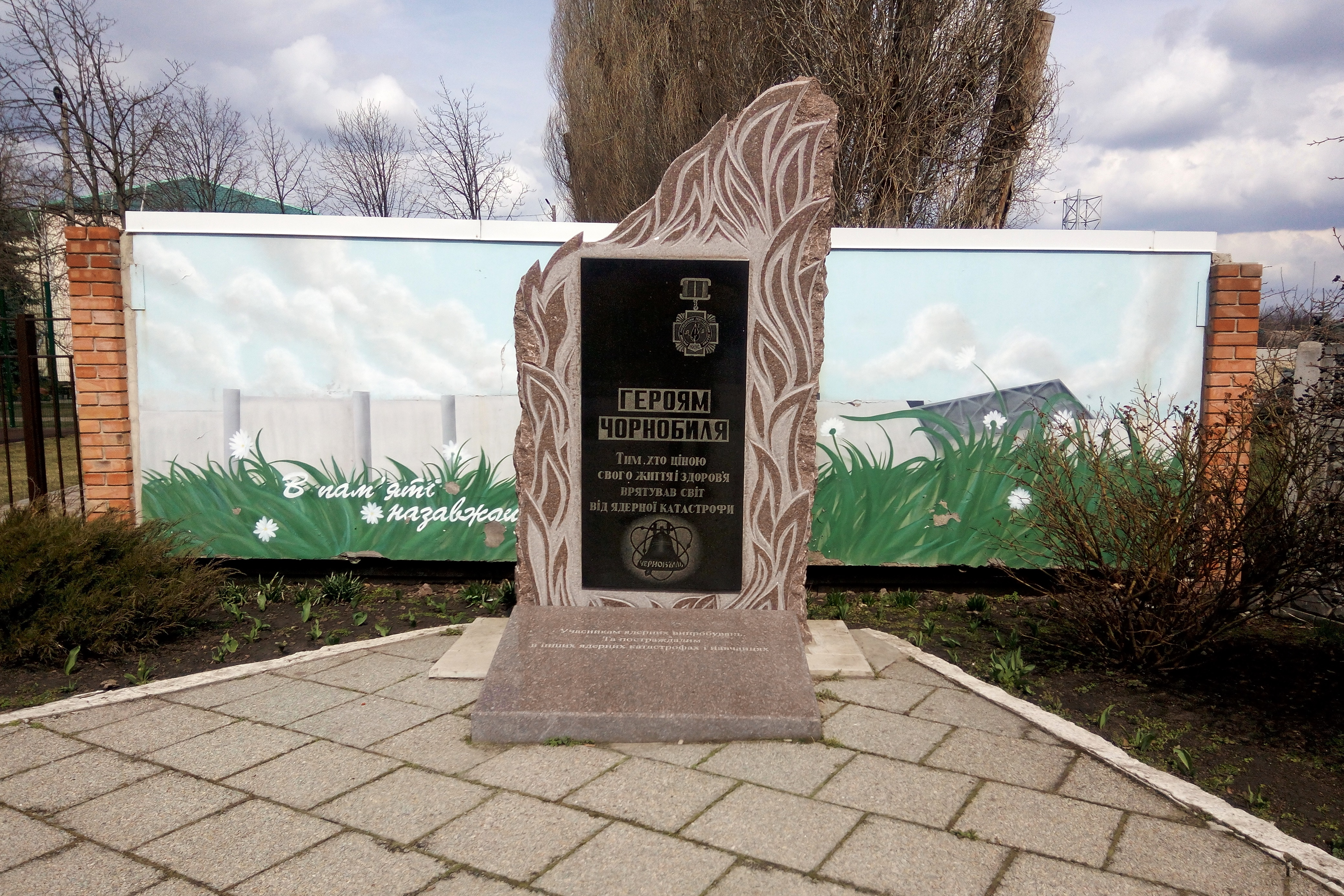
Пам'ятник чорнобильцям
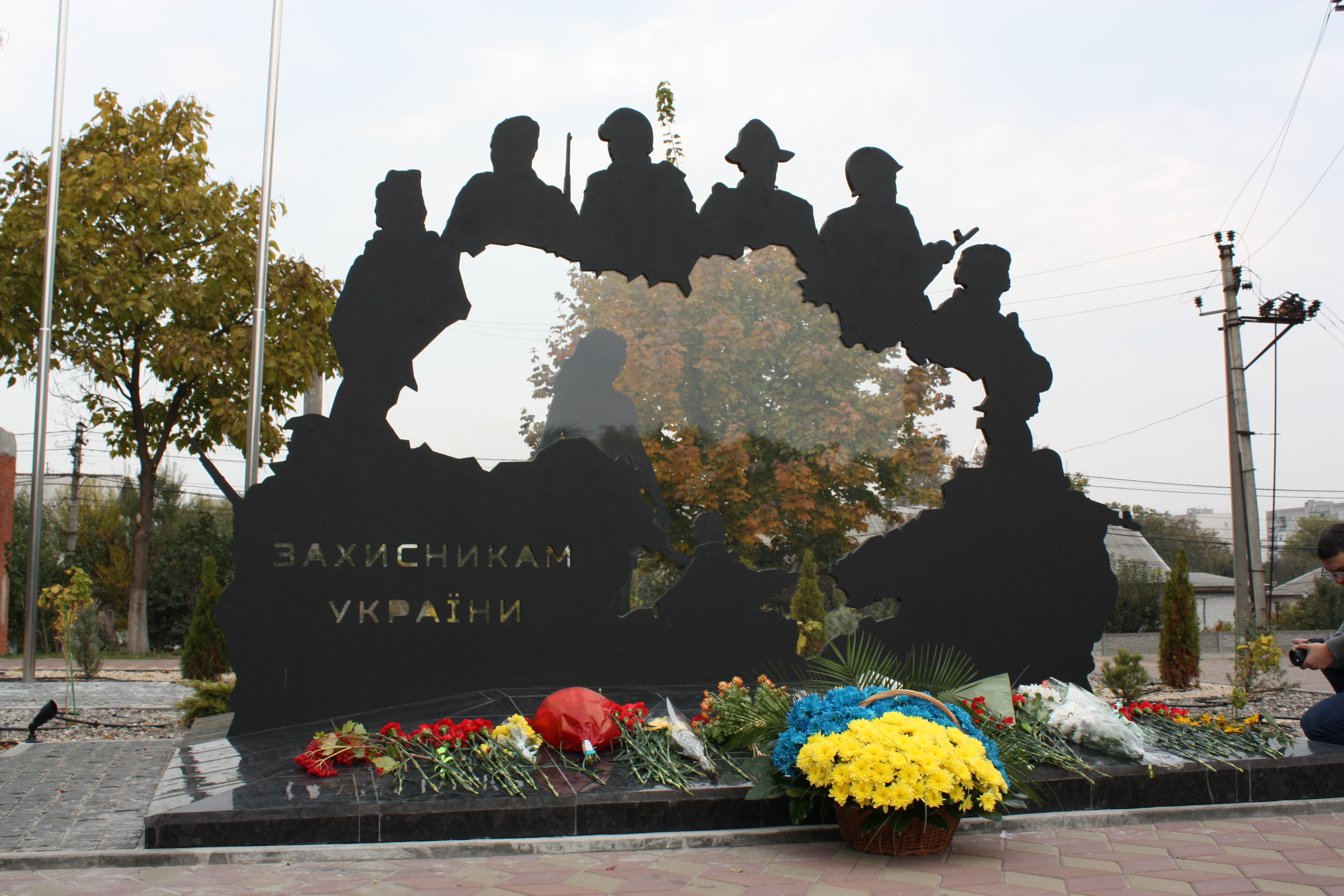
Пам'ятник захисникам і захисницям України (відкритий 24 серпня 2021 року)
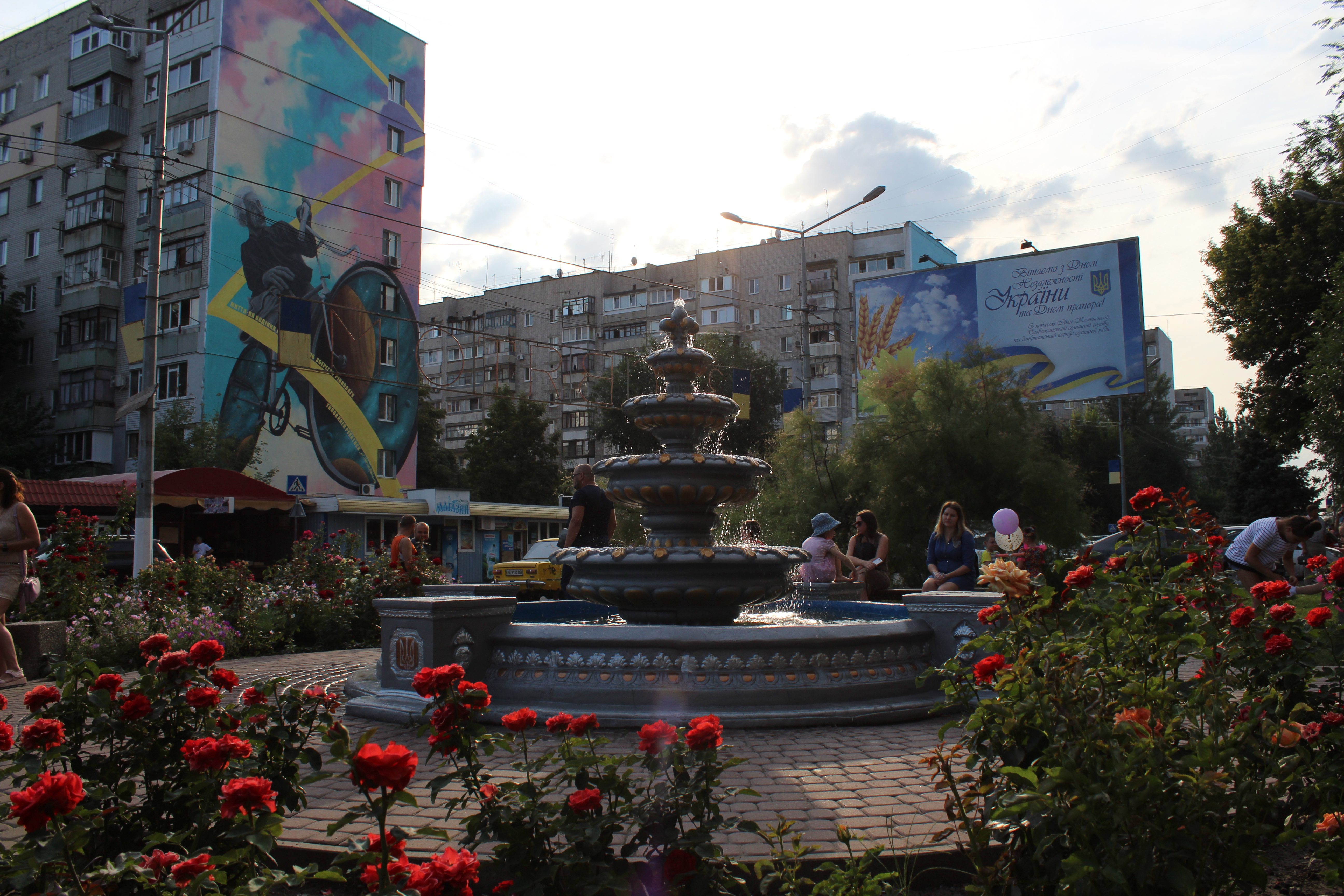
Фонтан
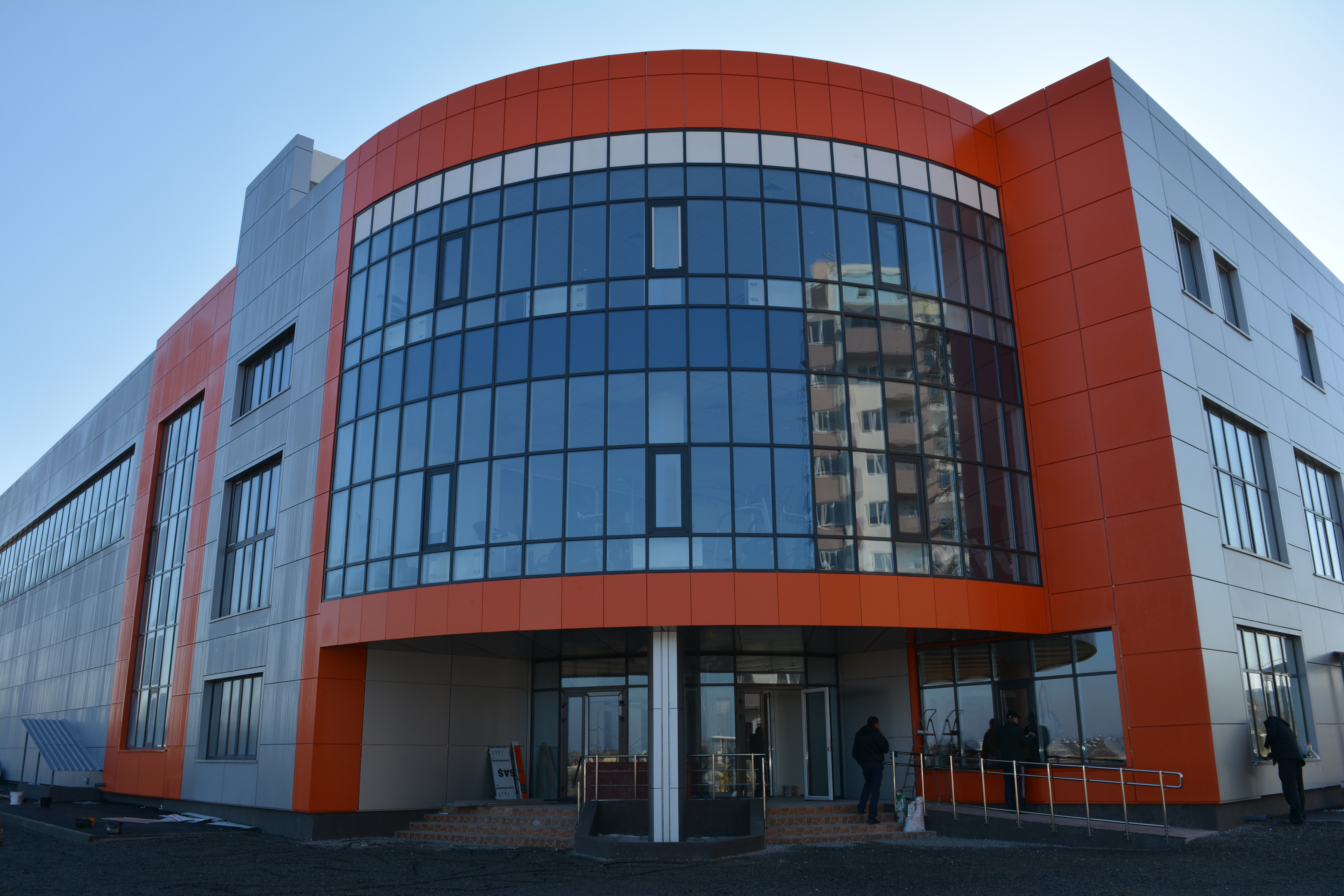
Спортивний комплекс «Слобожанський»

## Міста-побратими

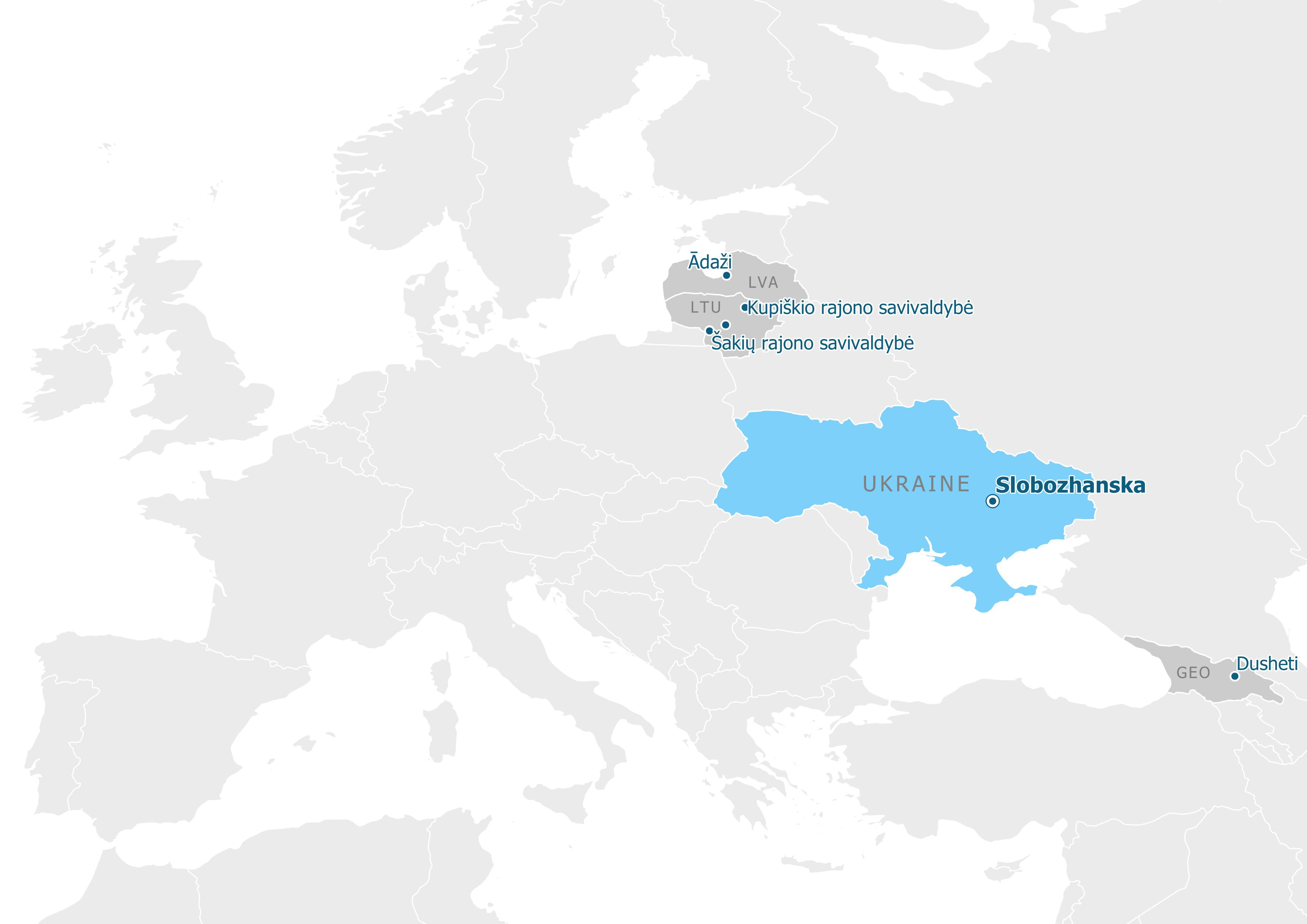
Міжнародне партнерство Слобожанської територіальної громади

### Міжнародні партнери:
- Адажі, Латвія[13][14]
- Душеті, Грузія[15]
- Шакяй, Литва[15]
- Купишкіс, Литва

### Українські партнери:
- Широківська територіальна громада[16]
- Пологівська територіальна громада[16]
- Новоселицька територіальна громада
- Маневицька територіальна громада
- Хотинська територіальна громада
- Коростенська територіальна громада[17]
- Авангардівська територіальна громада[18]